# Courcité
Courcité is een gemeente in het Franse departement Mayenne (regio Pays de la Loire). De plaats maakt deel uit van het arrondissement Mayenne. Courcité telde op 1 januari 2022 808 inwoners.

## Geografie
De oppervlakte van Courcité bedroeg op 1 januari 2022 30,69 vierkante kilometer; de bevolkingsdichtheid was toen 26,3 inwoners per km².

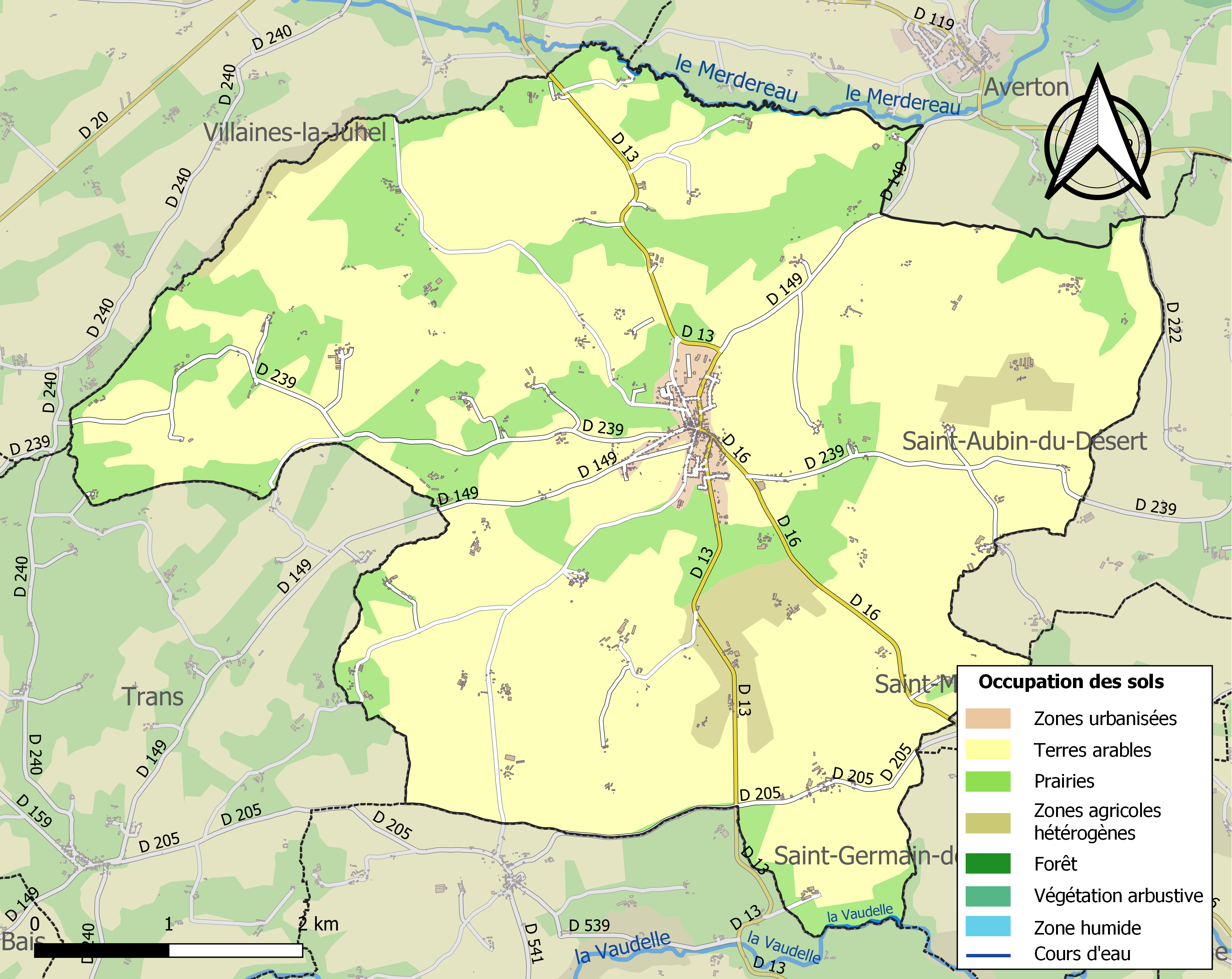
Kaart van de gemeente met de belangrijkste infrastructuur, bodemgebruik en omliggende gemeenten

## Demografie
Onderstaande figuur toont het verloop van het inwonertal (bron: INSEE-tellingen).